# Erythrus quadrisignatus
Erythrus quadrisignatus är en skalbaggsart som beskrevs av Maurice Pic 1943. Erythrus quadrisignatus ingår i släktet Erythrus och familjen långhorningar. Inga underarter finns listade i Catalogue of Life.